# John Konrads
John Konrads, en letón: Jānis Konrad (Riga, Reichskommissariat Ostland, 21 de mayo de 1942- Sídney, Nueva Gales del Sur, Australia, 25 de abril de 2021) fue un nadador y medallista olímpico australiano de origen soviético que compitió en la categoría de estilo libre entre los años 1950 y 1960. Ganó los 1500 metros libres en los Juegos Olímpicos de Verano 1960 en Roma. En su carrera estableció 26 récords mundiales individuales, y una vez retirado fue el director de Australasia de L'Oréal, así como la campaña para la candidatura Juegos Olímpicos de Sídney. Junto con su hermana Ilsa Konrads, quien también estableció varios récords mundiales, eran conocidos como los Niños Konrad.

## Historia
Nacido en Riga, Konrad emigró con sus padres Janis y Elza, abuela, hermana Eva y su hermana menor Ilsa en agosto de 1944, permaneciendo inicialmente en Alemania. Esto se produjo después de la ocupación de Letonia por las tropas alemanas durante la Segunda Guerra Mundial y luego re-ocupación por las tropas soviéticas . A pesar de vivir en Alemania hasta 1949, su solicitud para emigrar a los Estados Unidos se negó a causa del gran tamaño de la familia. En cambio, Australia las aceptó. Se encontraban primero en el campamento de Greta migrantes cerca de Maitland , Nueva Gales del Sur, y luego fueron trasladados a un campamento en Uranquinty , en el oeste de Nueva Gales del Sur, por lo que había sido una base para la Real Fuerza Aérea Australiana. No su padre Janis enseñó a los niños a nadar , por temor a que pudieran ahogarse en los muchos agujeros de riego y presas en el campo. Después de pasar cuatro semanas en el hospital debido a un caso de la polio, Konrad nadaban terapéuticamente para reconstruir la fuerza.
Su padre Janis consiguió un trabajo en Sídney como un dentista, y la familia se estableció por primera vez en Pennant Hills y luego Bankstown. Elza matriculó en la universidad del programa de odontología de Sídney, como su título de la Universidad de Riga no fue reconocido, pero se retiró debido a las exigencias de la crianza de sus tres hijos. Konrad y sus hermanos asistieron a la escuela primaria Revesby, donde uno de los maestros fue Don Talbot. Talbot fue asistente de Frank Guthrie como Bankstown piscina. Konrad se unió al club en la temporada 1953-1954 , ganando el primer ciclo 880yd freestyle. Su primer título nacional fue en 1956, ganando el primer ciclo 440yd freestyle . Esto llevó a Konrad siendo seleccionados para el equipo para asistir a los Juegos Olímpicos de Verano 1956 en Melbourne, aunque como una reserva que no compitió en ninguna forma.
Todos los días, John y su hermana menor Ilsa pedalearon a la piscina Bankstown antes del amanecer, para una sesión de entrenamiento de dos horas, antes de regresar a casa para el desayuno y luego ir a la escuela. Después de la escuela, podrían pasar de nuevo a la piscina y repita el régimen de entrenamiento. En 1958, los resultados de sus estudios comenzaron a materializarse, cuando empezó a ganar sus primeros títulos nacionales y romper sus primeros récords mundiales. En Sídney en enero, en el espacio de ocho días, le rompió los récords mundiales en los 200 m, 220 yd, 400 m, 440 yd, 800 m, y 800 yd, para un total de seis récords mundiales. Puso otros ocho en febrero y marzo, incluyendo un 1500 m y récord mundial 1650yd , y procedió a ganar el 220yd , 440yd y 1650yd estilo libre en los campeonatos de Australia. En el 1958 Empire Juegos en Cardiff, que ganó el 440 yd y 1650 yd y luego combinado con John Devitt , Gary Chapman y Brian Wilkinson para reclamar el 4x220yd freestyle. En 1959 se rompió seis récords mundiales en las mismas seis eventos como lo hizo en enero del año anterior, y fue la primera persona a barrer las pruebas de estilo libre de 110 yd a 1650 yd en los Campeonatos de Australia, ganó el Premio de Helms. Decidió junto con Talbot para concentrarse en los 400 my 1500 m eventos de los Juegos Olímpicos, y en 1960, en los campeonatos de Australia, estableció récords mundiales en los 400 m, 440yd , 1500 m y eventos 1650 yd. También ganó el evento 220yd en un tiempo récord mundial, pero no era un deporte olímpico en el momento .

## Juegos olímpicos
En los Juegos Olímpicos de Roma, también australiano y la defensa de 400 my 1.500 m campeón Murray Rose había regresado de Estados Unidos para competir, más rápido y calificado para la final de 400 m, aunque así fuera marca de Konrad. Konrad mantuvo el liderato en la final hasta la mitad del recorrido , cuando Rose atacaron y Konrad se desvió de su raceplan. Rose ganó en 4 m 18.3s mientras Konrad fue tercero en 4 m 21.8s, bien fuera de su récord mundial de 4 m 15.9s. En la final de 1.500 m, Konrad calificados segundo como Rose establecer un récord olímpico en la final. Aunque George Breen de los Estados Unidos había atacado temprano, Konrad pegados a su raceplan y le revisados para ganar en un tiempo récord olímpico de 17 m 19.6s, con Rose segundos. En el 4x200 m estilo libre de relevo, Konrad combinados con Devitt, Rose y David Dickson para reclamar una medalla de bronce por detrás de Estados Unidos y Japón. En el entrenamiento olímpico en la piscina Tobruk, Townsville , Queensland, los australianos habían roto el récord mundial para este evento, pero sin su compañero de equipo Jon Henricks, que se retiró debido a una enfermedad, que no fueron capaces de seguir el ritmo de los americanos que tanto reclamó el oro y el récord mundial .
Después de los juegos, Konrad aceptó una beca de natación de la Universidad del Sur de California, donde sus actuaciones disminuyeron con el tiempo. A su regreso a Australia para calificar para los Juegos Olímpicos de 1964, se las arregló único requisito para la m relevos 4x200 estilo libre. Sólo nadaba en las eliminatorias, y vio desde la grada como otro australiano, Bob Windle, reclamó su título 1500 m. 

## Retiro y vida posterior
Después de la jubilación, Konrad se convirtió en un entrenador de natación, y con su grado de comercialización de la USC, que finalmente alcanzó el cargo de director de Australasia de L'Oréal. Más tarde se estableció una consultoría y empresa de publicidad. Él también ha revelado públicamente sus luchas con el Trastorno Bipolar, y ha tratado de sensibilizar a la población con las características de la televisión australiana.
En 1984, Konrad tenía una de sus medallas de oro (1500 metros estilo libre 1960 - Juegos Olímpicos de Roma) robado de su casa de Melbourne. Se encontró 25 años después de que la mujer trató de vender a un entusiasta de los deportes Americanos. La mujer compra la medalla de oro en una venta de bric- a-Brac en Brisbane. La medalla es devuelto ahora a préstamo por muestra en el Museo Nacional del Deporte en Melbourne. En 2011, John Konrad decidió subastar su colección de memorabilia de natación, incluidas sus medallas.